# Gradtegn
Gradtegnet (°) bruges til angivelse af grader i forbindelse med vinkler samt til celsius-temperaturer.

På Microsoft Windows-maskiner skrives gradtegnet lettest: [Alt]248 (Alt-knappen holdes nede, mens 248 indtastes på det numeriske tastatur – [Num Lock] skal være på ellers virker det ikke
| Sprog | Spire Denne artikel om sprog er en spire som bør udbygges. Du er velkommen til at hjælpe Wikipedia ved at udvide den. |